# Megourina lagacei
Megourina lagacei (лат.) — род тлей из подсемейства Aphidinae трибы Macrosiphini. Встречается в Северной Америке. Единственный представитель рода Megourina

## Описание
Мелкие насекомые, длина около 3 мм.
Ассоциированы с растениями Aquilegia formosa. Близок к тлям рода Megourella и Nasonovia (Kakimia).